# ITV (태국)
iTV(ITV Public Company Limited, 태국어: สถานีโทรทัศน์ไอทีวี)는 태국에서 방송되었던 텔레비전 방송국이다. 약자인 ITV는 "Independent Television"을 의미한다. iTV의 모기업은 탁신 친나왓 전 총리가 설립하였던 Shin Corporation이었으며 지분 53%를 보유하고 있었으나, 이를 싱가포르의 국영 회사인 테마섹이 2006년 1월에 Shin Corporation의 주식 96%를 사들였다.
1995년 5월 9일에 설립되었고, 1996년 7월 1일에 첫 텔레비전 방송이 시작되었다. iTV는 태국에서 유일하게 정부 지분이 없는 완전한 민영 방송국으로, 방송 당시부터 젊은 층을 대상으로한 프로그램 등으로 인기를 끌었고, 한국 드라마를 잇달아 방송하는 등 태국 내에 한류 열풍에 영향을 끼쳤다. 탁신 정부 시절에는 2002년에 허가권료를 44%에서 6.5%로 삭감 받았고, 공익적 프로그램 비율도 70%에서 50%로 완화하는 등의 혜택을 받았다.
그러다가 2006년 6월 태국 대법원에서 이를 특혜로 규정하였고, 2006년 9월 19일 쿠데타로 탁신 총리가 실각한 이후 최고행정법원에서는 2006년 12월에 3조원에 가까운 방송허가권료와 벌금을 납부하도록 명령하였다. 그러나 2007년 3월 6일까지 방송허가권료와 벌금을 납부하지 못하여 결국 2007년 3월 7일에 방송이 잠시 중단되었다.
1일 후 iTV는 TITV라는 이름과 함께 공영 방송으로 전환한 후 방송을 재개하였다가, 2008년 1월 15일에 Thai PBS라는 새로운 공영 방송국이 TITV를 대체하여 개국하였다.

## 같이 보기
- Thai PBS

## 참고 문헌
- “泰 탁신 설립 iTV 국유화..7일부터 방송중단”. 연합뉴스. 2007년 3월 6일.
- “泰 정부, 탁신 설립 iTV 방송 재개 허용”. 연합뉴스. 2007년 3월 7일.